# 駐斯洛伐克臺北代表處
駐斯洛伐克臺北代表處，亦稱駐斯洛伐克代表處，是中華民國政府派駐斯洛伐克共和國的代表機構。
代表處負責推動臺灣與斯洛伐克之間的經貿、投資、學術、教育、文化、科技等各層面的雙邊關係，以及辦理護照、簽證、文件證明等领事相關業務，並提供僑民服務與旅外國人急難救助，功能等同邦交國的大使館。館務轄區為羅馬尼亞。

## 歷史
2003年8月1日，中華民國於首都布拉迪斯拉发設立具大使館功能的駐斯洛伐克臺北代表處（Taipei Representative Office, Bratislava），並設立業務組、經濟組負責相關事務；9月1日，斯洛伐克於首都臺北設立類似功能的斯洛伐克經濟文化辦事處（Slovak Economic and Cultural Office, Taipei）。

## 外部連結
- 駐斯洛伐克臺北代表處的Facebook、Twitter